# シュラクサイの僭主の一覧
シュラクサイの僭主の一覧では、古代のシュラクサイ（現シラクサ）の僭主を一覧で列挙する。
シュラクサイは、シチリア東岸に位置する古代ギリシアの都市国家である。この都市はコリントスの住民によって、紀元前734年から733年に建設された。紀元前212年に共和政ローマによって征服され、その後はシチリアにおけるローマの支配地となった。独立都市であった時代の多くの期間は、短期間の民主制や寡頭制の時代を除いて、この都市は僭主によって治められていた。ピンダロスは、頌歌の中で、オリンピアでの二輪馬車レースで優勝したシチリアの僭主のことを「王」と呼んだが、紀元前304年にアガトクレスは、王（バシレウス）の称号を採択した。

## 一覧
- ゲロン（紀元前491年 - 紀元前478年）
- ヒエロン1世（紀元前478年 - 紀元前466年）
- トラシュブロス（紀元前466年 - 紀元前465年）

民主制（紀元前465年 - 紀元前405年）
- ディオニュシオス1世（紀元前405年 - 紀元前367年）
- ディオニュシオス2世（紀元前367年 - 紀元前357年）
- ディオン（紀元前357年 - 紀元前354年）
- カリッポス（紀元前354年 - 紀元前352年）
- ヒッパリノス2世（紀元前352年 - 紀元前351年）
- アレタイオス（英語版）（紀元前352年 - 紀元前350年）
- ニュサエオス（ドイツ語版）（紀元前350年 - 紀元前346年）
- ディオニュシオス2世（復位、紀元前346年 - 紀元前344年）
- ティモレオン（紀元前345年 - 紀元前337年）

寡頭制（紀元前337年 - 紀元前317年）
- アガトクレス（紀元前317年 - 紀元前289年）
- ヒケタス（紀元前289年 - 紀元前280年）
- トイノン（英語版） (紀元前280年)
- ソストラトス（英語版） (紀元前280年 - 紀元前277年)

エピルスによる支配（紀元前277年 - 紀元前275年）
- ヒエロン2世（紀元前275年 - 紀元前215年）
- ゲロン2世（紀元前240年 - 紀元前216年）
- ヒエロニムス（紀元前215年 - 紀元前214年）
- アドラノドロス（紀元前214年 - 紀元前212年?）
- ヒポクラテスとエピキュデス（紀元前213年 - 紀元前212年）

カンナエの戦いでローマ軍が大敗した後、ヒエロニムスはハンニバルと同盟を結んだが、それがその後の都市の運命を決定づけることとなった。シュラクサイがカルタゴを支援した結果、マルクス・クラウディウス・マルケッルス率いるローマ軍は、紀元前214年に街の包囲を開始した。街は紀元前212年まで持ちこたえたが、陥落した。